# جون ساربونغ
جون ساربونغ (بالإنجليزية: June Sarpong)‏ هي مقدمة تلفزيونية بريطانية، ولدت في 31 مايو 1977 في فورست غيت ‏ في المملكة المتحدة.

## وصلات خارجية
- جون ساربونغ على موقع IMDb (الإنجليزية)
- جون ساربونغ على موقع قاعدة بيانات الفيلم (الإنجليزية)